# Калмиково (Бураєвський район)
Калми́ково (рос. Калмыково, башк. Ҡалмыҡ) — присілок у складі Бураєвського району Башкортостану, Росія. Входить до складу Бадраковської сільської ради.
Населення — 56 осіб (2010; 93 у 2002).
Національний склад:
- башкири — 85 %